# Heißpressung
Heißpressung ist ein Begriff aus der Pflanzenölgewinnung. 

## Vorgang
Dabei werden, um den Ölfrüchten und Ölsamen das Fett oder Öl zu entziehen, diese unter Wärmezufuhr gepresst. Es entstehen zusammen mit dem Pressdruck Temperaturen  von über 100 °C. Dies führt zu einer höheren Ausbeute als bei der Kaltpressung. Anschließend werden die Fette/Öle behandelt (raffiniert), um gesundheitsschädliche und geschmacksbeeinträchtigende Inhaltsstoffe zu entfernen (z. B. Pestizidrückstände). Dadurch wird das Öl fast geruchsfrei und geschmacksneutral und vor allem sehr lange haltbar.
Heute wird anstelle der Heißpressung überwiegend die Extraktion (Herauslösung) mit organischen Lösungsmitteln oder mittels superkritischen Fluiden durchgeführt. Dadurch wird die Ausbeute zusätzlich erhöht. Das Lösungsmittel wird durch Erhitzen entfernt. Anschließend werden die Fette bzw. Öle noch raffiniert.

## HeißpressungversusKaltpressung
Die Heißpressung erlaubt es aus Ölfrüchten oder Ölsamen einer Sorte Öle und Fette mit einer höheren Ausbeute zu gewinnen als mit der Kaltpressung erzielbar ist. Die Qualität der bei der Pressung gewonnenen Öle und Fette ist bei der Kaltpressung höher als bei der Heißpressung, da die thermische Belastung geringer ist.